# Where the Wind Comes From
Where the Wind Comes From ist eine Tragikomödie von Amel Guellaty. Der Coming-of-Age-Film feierte Ende Januar 2025 beim Sundance Film Festival seine Premiere.

## Handlung
Die rebellische 19-jährige Alyssa und der schüchterne 23-jährige Mehdi sind als beste Freunde aufwachsen und nie ein Paar geworden, wie es  ihre Freunde und Familien erwarteten. Sie träumen beide davon, ihrer Realität zu entfliehen. Als sie von einem Wettbewerb hören, der ihnen die Chance zur Flucht bietet, begeben sie sich auf einen Roadtrip nach Südtunesien.

## Produktion
Regie führte Amel Guellaty. Die 1988 geborene Tunesierin schlug nach ihrem Jurastudium an der Sorbonne eine Karriere beim Film ein und war zunächst als Assistentin bei Spielfilmen wie Après Mai von Olivier Assayas, Foreign Body von Raja Amari und La Blessure von Abdellatif Kechiche tätig. Im Jahr 2017 gab sie mit dem 20-minütigen Kurzfilm Black Mamba ihr Regiedebüt.
Guellaty wollte in Where the Wind Comes From eine intensive und intime Beziehung zwischen einem Jungen und einem Mädchen zeigen, die nicht sexueller Natur ist, sondern einfach eine Freundschaft. Beziehungen wie diese waren in Guellatys Leben nach eigenen Aussagen etwas Normales: „Von meiner Teenagerzeit bis zu meinen frühen Zwanzigern war ich immer von Jungs umgeben.“ Sie habe eine emotionale Bindung zu ihnen entwickelt, auch wenn sie kein Ersatz für ihre Freundinnen waren, denen gegenüber sie sich leichter öffnen konnte. Auch wollte die Filmemacherin die tunesische Jugend ehren, die ihrer Ansicht nach zu den „interessantesten der Welt“ gehört. Die Regisseurin war nach eigenen Aussagen traurig, dass jedes Mal, wenn sie mit jemandem in den Zwanzigern sprach, alle sagten, ihr Traum sei es, ihr Heimatland Tunesien zu verlassen. „Sie haben das Gefühl, dass es keine Hoffnung gibt und sie sich hier keine Zukunft aufbauen können. Es ist schrecklich, eine Jugend zu sehen, die so voller Leben und gleichzeitig so verzweifelt ist“, so Guellaty.
Eya Bellagha spielt die 19-jährige Alyssa und Slim Baccar den 23-jährigen Mehdi. Bellagha gibt in Where the Wind Comes From ihr Filmdebüt, Baccar war bereits in Mehdi Hmilis Film Streams in einer Hauptrolle zu sehen.
Insgesamt drei Drehtage fanden auf der tunesischen Insel Djerba im Golf von Gabès statt. In dieser Zeit entstanden nach Aussagen der Regisseurin sehr wichtige Szenen. Als Kamerafrau fungierte Frida Marzouk.
Die Weltpremiere des Films fand am 26. Januar 2025 beim Sundance Film Festival statt. Im Vorfeld sicherte sich Films Boutique die internationalen Rechte. Anfang Februar 2025 wurde er beim Internationalen Film Festival Rotterdam vorgestellt. Mitte, Ende April 2025 wurde Where the Wind Comes From beim San Francisco International Film Festival gezeigt. Im Mai 2025 stellte Films Boutique Where the Wind Comes From während der Internationalen Filmfestspiele von Cannes beim Marché du film vor. Im Juli 2025 wird der Film beim Galway Film Fleadh gezeigt.

## Rezeption

### Kritiken
Von den bei Rotten Tomatoes aufgeführten Kritiken sind alle positiv.

### Auszeichnungen
Galway Film Fleadh 2025
- Auszeichnung mit dem Generation Jury Award (Amel Guellaty)[11]

Mediterrane Film Festival 2025
- Auszeichnung als Bester Spielfilm (Amel Guellaty)
- Auszeichnung für die Beste schauspielerische Leistung (Eya Bellaga)[12]

San Francisco International Film Festival 2025
- Nominierung als Beste Nachwuchsregisseurin für den Golden Gate Award  (Amel Guellaty)[13]

Sundance Film Festival 2025
- Nominierung für den Grand Jury Prize im World Cinema Dramatic Competition (Amel Guellaty)